# Robin Norum
Robin Norum (* 5. März 1988) ist ein ehemaliger schwedischer Skilangläufer.

## Werdegang
Norum gab sein Debüt im Weltcup im November 2008 in Gällivare, wo er über 15 km Freistil Rang 86 belegte und mit der vierten schwedischen Staffel den 22. und letzten Platz belegte. Seine ersten Weltcuppunkte erreichte er im März 2012 mit Rang 18 beim Sprint in Lahti. Dies war seine beste Platzierung im Weltcupeinzel. Diese Platzierung wiederholte er im Februar 2017 in Pyeongchang im Sprint.
Im Scandinavian Cup 2011/12 erzielte er mit Rang fünf beim Sprint in Nes und Platz neun beim 30-km-Freistil-Massenstartrennen in Madona zwei Top-Ten-Platzierungen und belegte Rang acht in der Gesamtwertung.
Bei Rollerski-Weltmeisterschaften gewann Norum 2009 Bronze mit der Staffel, 2013 Silber über 20 km Freistil und Bronze im Teamsprint sowie 2015 Silber beim 25-km-Freistil-Massenstartrennen und erneut Bronze im Teamsprint. Im Jahr 2015 gewann Norum zudem den Rollerski-Weltcup. Im Sommer 2016 holte er im Rollerski-Weltcup 2016 sechs Siege und gewann damit erneut die Gesamtwertung. Auch im Sommer 2017 gewann er mit drei dritten, einen zweiten und drei ersten Plätzen den Rollerski-Weltcup. Bei den Rollerski-Weltmeisterschaften 2017 in Sollefteå holte er die Bronzemedaille im 20-km-Massenstartrennen. Im Jahr 2018 gewann er mit je drei zweiten und ersten Plätzen zum vierten Mal in Folge den Rollerski-Weltcup. Bei den Rollerski-Weltmeisterschaften 2019 in Madona holte er zusammen mit Victor Gustafsson die Bronzemedaille im Teamsprint.

## Erfolge

### Medaillen bei Rollerski-Weltmeisterschaften
- 2009 in Piglio: Bronze mit der Staffel
- 2013 in Bad Peterstal: Silber über 20 km Freistil, Bronze im Teamsprint
- 2015 im Val di Fiemme: Silber über 25 km Freistil Massenstart, Bronze im Teamsprint
- 2017 in Sollefteå: Bronze über 20 km klassisch Massenstart
- 2019 in Madona: Bronze im Teamsprint

### Siege bei Rollerski-Weltcuprennen

#### Siege im Rollerski-Weltcup im Einzel
| Nr. | Datum               | Ort       | Disziplin                   |
| --- | ------------------- | --------- | --------------------------- |
| 1.  | 20. September 2013  | Toblach   | 8 km Prolog klassisch       |
| 2.  | 22. September 2013  | Toblach   | 25 km Verfolgung Freistil   |
| 3.  | 25. Juli 2015       | Madona    | 7,5 km Prolog klassisch     |
| 4.  | 1. Juli 2016        | Bistra    | 6 km Berglauf klassisch     |
| 5.  | 6. August 2016      | Sollefteå | 20 km klassisch Massenstart |
| 6.  | 7. August 2016      | Sollefteå | 22,5 km Freistil            |
| 7.  | 13. August 2016     | Madona    | 7,5 km klassisch            |
| 8.  | 14. August 2016     | Madona    | 15 km Freistil Verfolgung   |
| 9.  | 12.–14. August 2016 | Madona    | Gesamtwertung Minitour      |
| 10. | 8. Juli 2017        | Oroslavje | 7 km Berglauf klassisch     |
| 11. | 12. August 2017     | Madona    | 7,5 km klassisch            |
| 12. | 11.–13. August 2017 | Madona    | Gesamtwertung Minitour      |
| 13. | 14. Juli 2018       | Torsby    | 7 km Freistil Massenstart   |
| 14. | 13.–15. Juli 2018   | Torsby    | Gesamtwertung Minitour      |
| 15. | 22. Juli 2018       | Madona    | 10 km klassisch             |

#### Siege im Rollerski-Weltcup im Team
| Nr. | Datum              | Ort     | Disziplin             |
| --- | ------------------ | ------- | --------------------- |
| 1.  | 21. September 2013 | Toblach | Teamsprint Freistil 1 |